# Mats Ek

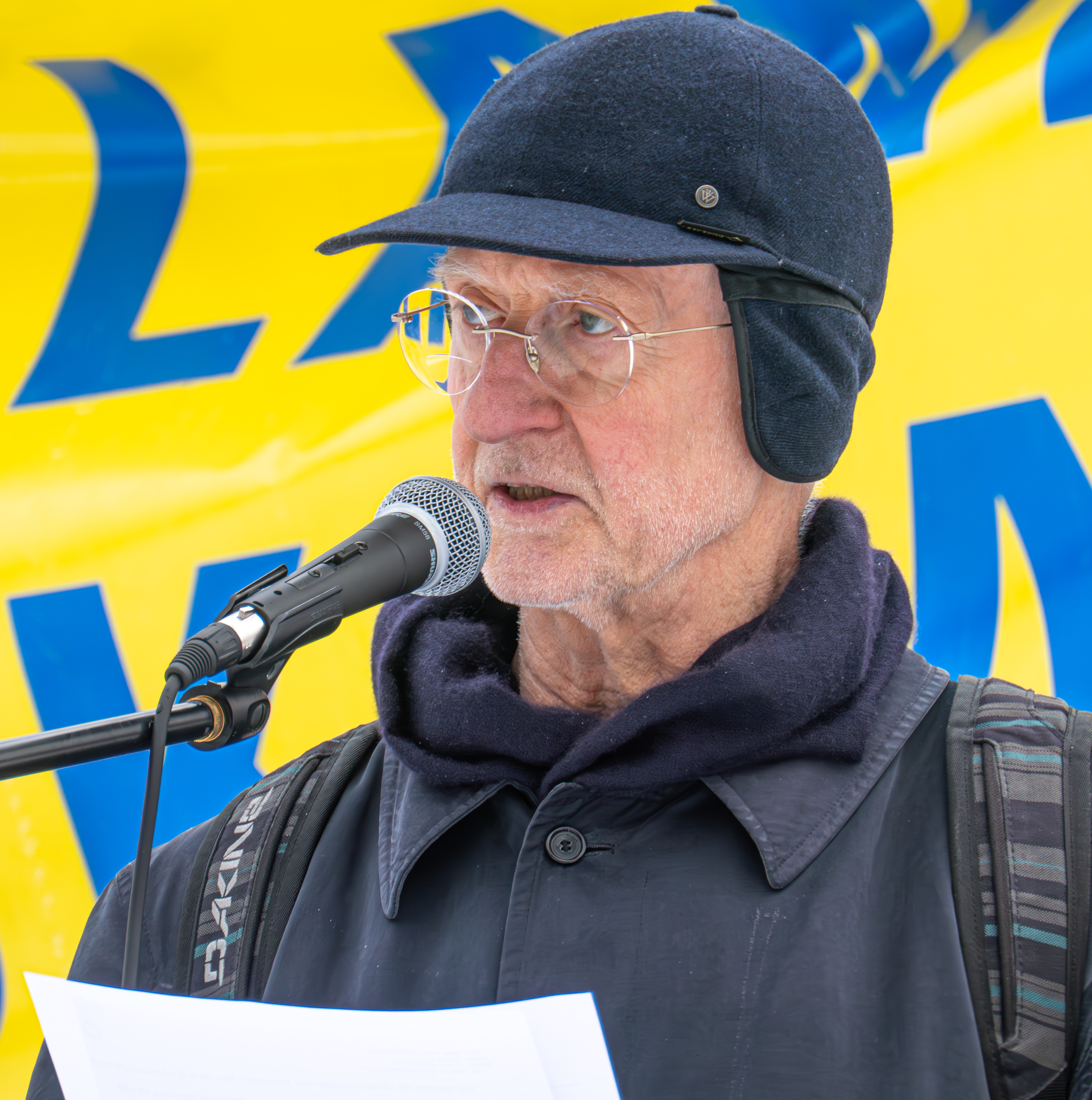
Mats Ek, 2024

Mats Ek (* 18. April 1945 in Malmö) ist ein schwedischer Tänzer, Choreograf und Regisseur.

## Leben und Wirken
Mats Ek wurde in eine Künstlerfamilie hineingeboren; er ist der Sohn der Choreografin Birgit Cullberg und des Schauspielers Anders Ek. Zum Tanz kam er erst mit 27 Jahren. Nachdem er als Kind eine Rolle zusammen mit seiner Zwillingsschwester getanzt und im Alter von 17 Jahren einen Kurs in Graham-Technik absolviert hatte, entschied er sich zunächst fürs Theater und studierte ab 1965 Theaterwissenschaften am Marieborg Volks College. Darauf folgte bis 1973 eine Tätigkeit beim Figurentheater Marionetteatern und dem Königlichen Dramatischen Theater in Stockholm (u. a. mit Ingmar Bergman).
1972 nahm Ek sein Tanztraining wieder auf und schloss sich dem von seiner Mutter geleiteten Cullberg-Ballett an. 1975 ging er als Tänzer nach Düsseldorf zum Ballett der Deutschen Oper und schuf 1976 seine erste Choreographie für das Cullberg-Ballett. Ab 1978 teilte er sich mit seiner Mutter die künstlerische Leitung in deren Kompanie und übernahm diese von 1985 bis 1993 ganz.
Unter Ek wurde die Kompanie mit neu konzipierten Choreografien für Giselle (1982) und Schwanensee (1987) international bekannt. 1980/81 tanzte und choreografierte er außerdem für das Nederlands Dans Theater. Als Ek 1993 das Cullberg-Ballett verließ, schrieb und choreographierte er Tanz mit deinem Nächsten (schwedisch: Dans met Nästan), bei dem er auch Regie führte. Sein nächstes Werk war eine Tanztheater-Version des Don Juan nach Molière. Danach folgte eine Pause, die er im November 2000 beendete. Mit Sylvie Guillem produzierte er zwei Tanzvideos.
Mats Ek arbeitete danach für diverse internationale Tanztheater als Choreograph und Regisseur. Im Januar 2016 erklärte Ek in Paris seine Bühnenlaufbahn für beendet. Im April 2016 erhielt er während des Internationalen Shakespeare Festivals Krajowa (Rumänien) den mit 60.000 Euro dotierten Europäischen Theaterpreis.

## Werke (Auswahl)
- Kalfaktorn (nach Georg Büchners Wozzeck) (1976)
- St. George and the Dragon (1976)
- The Officer's Servant (1976)
- Soweto (1977)
- Bernarda (Urfassung Bernardas Hus, nach Federico García Lorcas Bernarda Albas Haus) (1978)
- Giselle (1982)
- Le Sacre du printemps (1984)
- Parken (Der Park) (1987)
- Gräs (Gras) (1987)
- Schwanensee (1987)
- Gamla barn (Alte Kinder) (1989)
- Carmen (1992)
- Meinungslose Weiden (1992)
- She was Black (Sie war schwarz) (1995)
- Rök (Rauch) (1995) (TV-Produktion, spätere Bühnenfassung Solo för två – Solo für zwei 1996)
- Dornröschen (1996)
- En slags (Eine Art von …) (1997)
- På Norbotten (1999)
- Don Giovanni (1999)
- Down North (1999)
- Apartment (2000)
- Andromaque (2001)
- FLUKE (2002)
- Pas de Danse (2005)
- Pic Nic (2007)
- Fireplace (2008)
- Ajö, basierend auf der Klaviersonate op. 111 von Ludwig van Beethoven, 2010 im Stockholmer Dansens Hus mit Sylvie Guillem.
- Bye (2012)
- Julia och Romeo, Choreografie und Inszenierung 2013, Königliche Oper Stockholm.
- Utvandrarna

## Auszeichnung
- 2000: Henrik-Steffens-Preis, Hamburg
- 2012: Ordre des Arts et des Lettres (Komtur)[3]
- 2016: Europäischer Theaterpreis[4]